# 谭良德
谭良德（1965年7月14日—），广东茂名人，中国著名跳水运动员、教练，中国共产党党员，曾获得9个世界冠军、19个全国冠军，是三届奥林匹克运动会男子单人三米跳板银牌得主。

## 生平
谭良德籍贯为广东省阳江市阳东区雅韶镇西元村，自幼生活于阳江农垦红十月农场，1975年，因父亲被调到茂名氮肥厂工作，举家迁往茂名生活。1976年，在茂名市五小就读二年级时，被湛江地区援茂教练员盘日华相中，在茂名业余体校跳水班学习跳水，后在湛江地区少儿跳水锦标赛、广东省少儿跳水锦标赛上初露锋芒，被选入广东省跳水队，1982年，在获全国跳水锦标赛男子跳台冠军后，进入中国国家跳水队。其职业生涯始终被笼罩在美国的格雷格·洛加尼斯的光辉之下，连续两届奥运会只能获得亚军。在1992年夏季奥林匹克运动会上，洛加尼斯已退役，但谭良德未能抓住机会，在预赛排名第一的情况下最终屈居美国的马克·伦奇之后。之后抱憾退役，结束17年的运动员生涯。
1993年，谭良德回到广东跳水队任教，其门生包括胡佳等人，同年与跳水运动员、教练李青结婚，1999年离职从商，2002年1月举家迁往天津，担任天津跳水队主教练。2008年8月1日，担任2008年北京奥运会火炬接力天津市火炬手。另外，谭良德和李青育有女兒谭嘉欣。

### 书目
- 茂名市地方志办公室.  第一版. 广州: 中山大学出版社. 1991. ISBN 7-306-00402-6. OCLC 299357369.

## 外部連結
- 中国奥运之旅·谭良德（页面存档备份，存于）
- 【奥运岁月】银牌夫妻—谭良德、李青[]
- 【我的奥林匹克】谭良德、李青（上）（页面存档备份，存于）
- 【我的奥林匹克】谭良德、李青（下）（页面存档备份，存于）